# حقوق ایالات متحده آمریکا

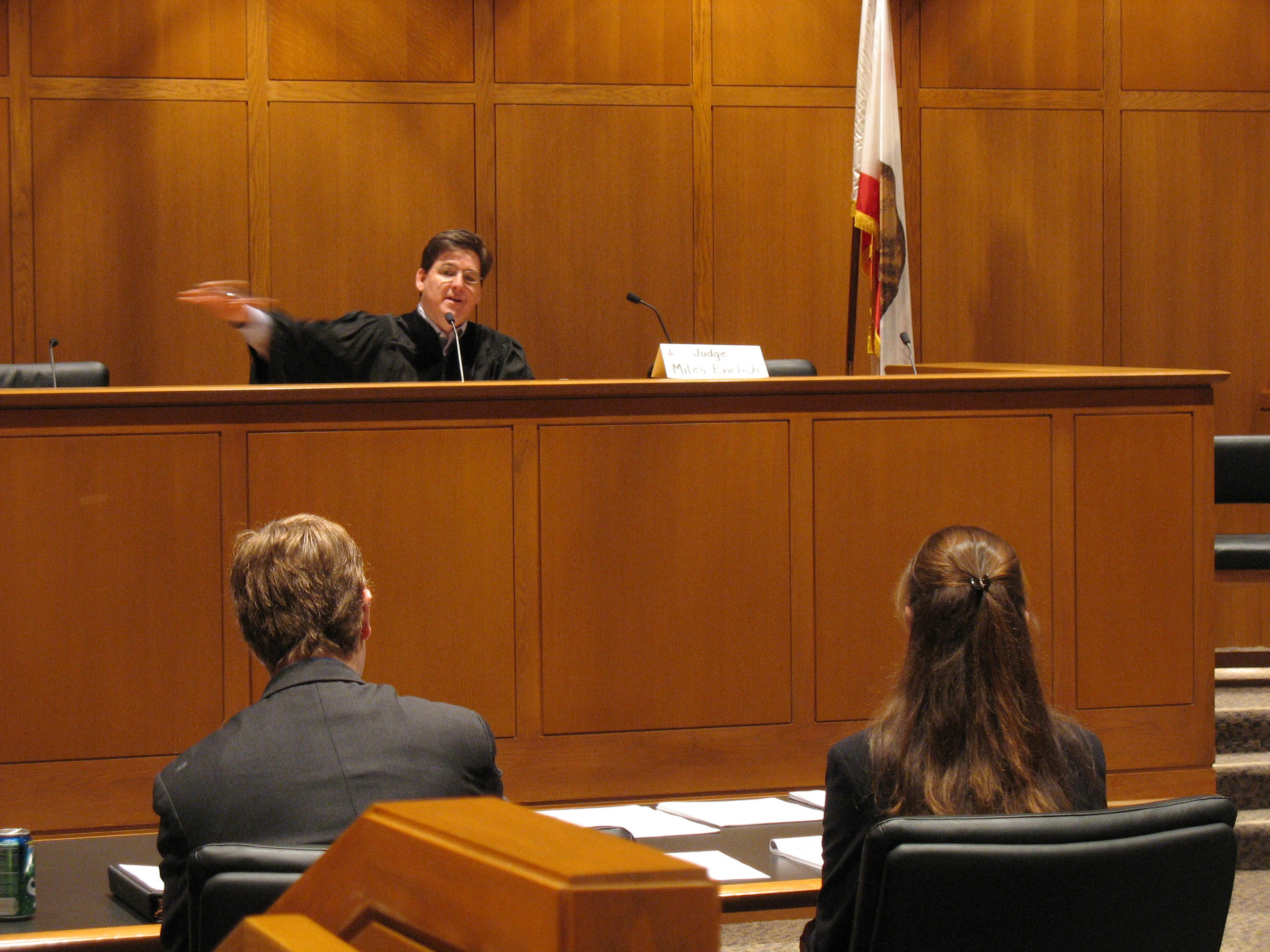
دادگاهی در آمریکا

حقوق ایالات متحده آمریکا در خانوادهٔ نظام حقوقی کامن لا قرار می‌گیرد که ریشه در تاریخ تسلط انگلیسی‌ها و نظام حقوقی آنان بر مستعمرات سیزده‌گانه دارد. این مستعمره‌ها در قرن شانزدهم و هفدهم بر مبنای اصول سیاسی و حقوقی حاکم بر بریتانیا تأسیس شدند و حتی پس از کسب استقلال نیز به پیروی از نظام حقوقی کامن لا ادامه دادند. مبنای اصلی نظام حقوقی کامن لا بر آراء قضایی استوار است و قضات با آراء و احکام خود، رویه قضایی را شکل می‌دهند. در حقیقت، رویه قضایی یا قواعد حقوقی هنگامی جزو نظام حقوقی آمریکا قلمداد می‌شوند که دادگاه‌ها آن‌ها را تفسیر و اجرا کنند و اگر سابقه‌ای وجود نداشته باشد، قضات باید خود از ادله حقوقی، احکام مورد نظر را استخراج نمایند.
از زمانی که مکتشفان اولیه از مرزهای جایی که امروزه ایالات متحده نامیده می‌شود عبور کردند نمونه‌هایی وجود داشته است که مردم برای اعمال خلاف یا رفع اتهامات علیه خویش به دنبال عدالت بودند. چنین چیزی آمریکای قدیم وجود نداشت از اینرو در سال 1774 در فیلادلفیا مستعمره‌نشینان جلسه تشکیل دادند و اولین کنگره قاره‌ای که نقطه شروعی برای رسمی سازی عدالت  (رفع ظلم) بود را تشکیل دادند.
علیرغم اشتراکات فراوان نظام کامن لا انگلستان با نظام کامن لا ایالات متحده، آنچه نظام حقوقی آمریکا را منحصربه‌فرد کرده‌است، تفکیک بین حقوق دولت فدرال و حقوق دولت‌های ایالتی ست که موجب شده عملاً دو سازمان قضایی موازی در ایالات متحده به‌وجود بیاید. برمبنای این تفکیک، اختیارات و صلاحیت‌های قضات فدرال و ایالت‌ها نیز از یکدیگر جدا می‌شود. هر ایالت یک نوع سیستم حقوقی جداگانه با سلسله مراتب حقوقی خاص خود دارد. به همین دلیل نمی‌توان یک سیستم واحد حقوقی با ساختار و تشکیلات و منسجم و یگانه در ایالات متحده شناسایی کرد. برای درک واقعی نظام حقوقی آمریکا باید به سیستم حقوقی تک‌تک ایالت‌ها در کنار نظام حقوقی فدرال توجه داشت.
با تصویب قانون دادرسی Judiciary Act در سال ۱۷۸۹ تلاش شد یک قانون کامن لا واحد به عنوان کامن لا فدرال تدوین شود. 
در اعلامیه استقلال آمریکا، مستعمره‌ها استقلال خویش را از انگلستان اعلام کردند. توماس جفرسون خطیب معروف، نخستین نویسنده اعلامیه استقلال بود. این سند طرح کلی شکایات مستعمره‌نشینان در برابر پادشاه انگلستان را تدوین نمود که با انحلال روابط بین مستعمرات ایالات متحده و امپراتوری بریتانیا توجیه شده بود.
بر اساس قانون دادرسی، تنها در زمانی که قانون کامن لا فدرال وجود داشته باشد، قضات باید به آن استناد نمایند، درغیر این صورت، قوانین فدرال لازم‌الاجرا نخواهند بود. علی‌رغم این تلاش، هنوز صلاحیت قوانین ایالتی بر قوانین فدرال ارجحیت دارد و چندگانگی حقوقی در ایالات متحده از بین نرفته‌است. در حال حاضر در اجرای بسیاری از قوانین مدنی و کیفری میان ایالت‌ها تفاوت وجود دارد. در ایالتی ممکن است مجازات اعدام قانونی باشد و در ایالت دیگر ممنوع یا حتی قوانین رانندگی، ازدواج، ارث و مالیات با یکدیگر تفاوت دارند. این تفاوت‌ها در حقوق شهروندی میان ایالت‌ها خود را بیشتر نشان می‌دهد چرا که کامن لا فدرال بیشتر جنبه عام و عمومی دارد اما قوانین مدنی و آئین دادرسی و مجازات‌ها در ایالت‌ها بر اساس شرایط فرهنگی و ریشه‌های تاریخی آن ایالت‌ها متفاوت است.
با توجه به تنوع حقوقی و قوانین در ایالات متحده، وجود یک دیوان عالی فدرال ایالات متحده آمریکا به منظور هماهنگی حقوقی ضرورت پیدا کرده‌است. این نهاد وظیفه دارد علاوه بر صدور احکام نهایی که از دادگاه‌های تجدید نظر صادر می‌شوند، در نظام کامن لا فدرال وحدت نظر به‌وجود آورد و به شکایاتی رسیدگی نماید که برمبنای قوانین ایالت‌های مختلف مطرح شده‌اند.

## اصول قانون اساسی
قانون اساسی «حقوق مربوط به سرزمین» است. حقوق و آزادی‌های اعطا شده به شهروندان را بیان می‌کند و قواعدی که حکومت باید از آن پیروی کند را ذکر می‌کند.
اصل یکم قانون اساسی به اختیار اعطاء شده به قوه مقننه یا کنگره که مرکب از مجلس نمایندگان و مجلس سنا می‌باشد اشاره کرده است.
در اصل دوم جزئیات مربوط به اختیارات قوه مجریه که شامل رئیس جمهور هم می‌شود ذکر شده است. همچنین این اصل پاره‌ای الزامات برای مجلس نمایندگان را مطرح کرده است. برای مثال سن اعضای مجلس نمایندگان باید بالای 25 سال بوده و مقیم ایالتی باشند که نمایندگی آن را برعهده دارند‌. این بخش به مجلس نمایندگان اختیار وضع مالیات را می‌دهد و ذکر می‌کند که مجلس نمایندگان اختیار استیضاح رئیس جمهور ایالات متحده را دارد.
اصل سوم اختیارات قوه قضائیه را بیان کرده و دیوان عالی آمریکا و صلاحیت دادگاه‌های فدرالی را وضع نموده است. به موجب این اصل دیوان عالی مسئول تفسیر هر نوع اختلافی است که در منشور حقوق وجود دارد. همچنین این اصل جرم خیانت را تعریف کرده است.
اصل چهارم هر ایالت را ملزم کرده که قوانین سایر ایالات را به رسمیت شناسند که «به اعتبار و رسمیت کامل» شناخته می‌شود و با شهروندان سایر ایالات به‌گونه‌ای رفتار نمایند که به شهروندان خودشان برخورد می‌کنند. 
اصل پنجم فرآیندی که به موجب آن قانون اساسی تغییر می‌کند را بیان کرده است. همانطوری که پیشتر اشاره شد به موجب اصل پنجم، قانون اساسی ممکن است  به وسیله دو سوم اکثریت اعضای کنگره و سه چهارم مجالس ایالتی از 50 ایالت اصلاح شود.
اصل ششم اغلب، بند برتری (تفوق) نامیده می‌شود. می‌گوید که قوانین فدرالی نسبت به قوانین ایالتی ارجحیت دارند و آن ایالت و مقامات فدرالی باید سوگند یاد کنند که از قانون اساسی پاسداری و صیانت نمایند.
اصل هفتم مقرر داشته که تایید 9 ایالت از 13 ایالت برای قانون اساسی اصلی مورد نیاز است.
سه اصل نخست قانون اساسی قوای مجریه، مقننه و قضائیه از دولت فدرال را تأسیس کرده است. چهار اصل اخیر آن مفهوم فدرالیسم را پذیرفته است که اختیارات دولت فدرال، مستقل از ایالات است.

## منشور حقوق
منشور حقوق در حقوق آمریکا بسیار مورد توجه است. ده متمم نخست قانون اساسی به منشور حقوق معروف است که حقوق اشخاصی را که در ایالات متحده زندگی می‌کنند تبیین می‌کند. بسیاری از این متمم‌های نخستین، برای حمایت از کسانی وضع شد که به ارتکاب جرمی مظنون بودند. این بدان علت بود که در زمان تنظیم پیش‌نویس قانون اساسی، شهروندانی که در انگلستان متهم به ارتکاب جرمی بودند اصل بر مجرمیت آن‌ها بود. همچنین برخورد حکومت انگلستان با مجرمین ولو در جرایم کم اهمیت عادی شدید و سختگیرانه بود. منشور حقوق شیوه‌ای متفاوت در پیش گرفت و از این رو در آمریکا فرض بر این است که افراد بی‌گناه (بری) از جرم هستند. همچنین منشور حقوق مقرر کرده که حکومت باید جرم یک فرد متهم را فراتر از شک و شبهه معقول اثبات نماید. این حقوق و حمایت‌های قانونی برای همه کسانی در آمریکا زندگی می‌کنند، صرف‌نظر از نوع شهروندی آنان، اوجود دارد. لازم به ذکر است حق رأی در انتخابات فدرالی که صرفاً مختص شهروندان ایالات متحده است و بیگانگان غیرمهاجر نیز معمولاً از مالکیت هرنوع سلاح گرم و مهمات نیز ممنوع هستند.
منشور حقوق در سال 1789 توسط کنگره پیشنهاد شد و در 15 دسامبر 1791 به تصویب ایالات رسید. حمایت‌های حقوقی تضمین شده در منشور بسیار مشهور هستند.  هشت متمم نخست به حقوق اشخاص پرداخته است. نهمین و دهمین متمم روابط بین اشخاص و ایالات و دولت فدرال را تبیین می‌کند.

## سازمان قضایی ایالات متحده آمریکا

دادگاه عالی شهر نیویورک

سازمان قضایی ایالات متحده آمریکا از یک‌سو شامل دادگاه‌های فدرال و از سوی دیگر دربرگیرنده دادگاه‌های ایالتی است. بر خلاف دیگر کشورهای فدرال در جهان، دادگاه‌های فدرال آمریکا ضرورتاً در راس سلسله مراتب دادگاه‌ها قرار نمی‌گیرند بلکه این دادگاه‌ها تنها در تعدادی از موارد می‌توانند و به درخواست دعوی، به اختلافات آنان در مرحله بدوی رسیدگی کنند.
در سطح ایالت‌ها، هر ایالت دارای سازمان قضایی خاص خود است و نمی‌توان یک سلسله مراتب واحد برای آنان ترسیم کرد. اما به‌طور معمول یک سلسله مراتب ۳ درجه‌ای وجود دارد که شامل دادگاه‌های بدوی (دادگاه‌های ناحیه در ایالات متحده آمریکا)، دادگاه‌های استیناف در ایالات متحده آمریکا و یک دیوان عالی ایالتی است. دادگاه استیناف وظیفه رسیدگی به شکایات و درخواست تجدید نظر به احکام دادگاه‌های بدوی را دارد. در صورت بروز اختلاف میان آراء دادگاه‌های بدوی و دادگاه استیناف، دیوان عالی ایالتی به صدور حکم می‌پردازد. لیکن در تعدادی از ایالت‌ها، دادگاه استیناف وجود ندارد و شکایات از دادگاه‌های بدوی مستقماً به دیوان عالی ایالتی ارجاع داده می‌شود. دادگاه‌های اختصاصی بسیار متنوعی هم در امور مدنی و هم در امور کیفری در ایالت‌ها مستقر هستند که اغلب با دیگر ایالت‌ها تفاوت دارند.
سازمان قضایی فدرال بر خلاف سازمان قضایی ایالتی از نظم بیشتری برخوردار است. در سطح فدرال دو گروه دادگاه وجود دارد. دادگاه‌های فدرال سنتی و دادگاه‌های فدرال ویژه که به موجب قوانین متعدد فدرال تأسیس شده‌اند.
در راس دادگاه‌های فدرال سنتی، دیوان عالی فدرال قرار دارد. دادگاه‌های استیناف (Courts of Appeals) و آنگاه دادگاه‌های ناحیه (District Courts) در سطوح پایین‌تر قرار می‌گیرد. دادگاه‌های ناحیه در حقیقت نقش دادگاه‌های بدوی را ایفا می‌کنند. احکام دادگاه‌های ناحیه در دادگاه‌های استیناف قابل تجدیدنظر هستند و درصورت بروز اختلاف میان دو دادگاه، دیوان عالی فدرال ایالات متحده آمریکا به صدور حکم مبادرت می‌کند.
دیوان عالی آمریکا یک دادگاه تجدیدنظر است با وجود این بخش 1251 از عنوان 28 کد ایالات متحده مقرر نموده وقتی اختلافی بین ایالات وجود دارد دیوان عالی دارای صلاحیت بدوی و انحصاری برای رسیدگی به اختلاف می‌باشد. همچنین ممکن است دادگاه های ایالتی از دیوان عالی درخواست نمایند که معاهدات آمریکا، مقررات موضوعه یا مقررات مربوط به قانون اساسی را تفسیر کند.
درحال حاضر علاوه بر دیوان عالی فدرال، ۱۲ دادگاه استیناف و ۹۱ دادگاه ناحیه در سراسر ایالات متحده مستقر هستند. حداقل یک دادگاه ناحیه در هر ایالت وجود دارد. بخش کلمبیا، مرکز دولت فدرال و همچنین پرتوریکو نیز هر یک دارای دادگاه ناحیه هستند و ۳ سرزمین تحت‌الحمایه ایالات متحده یعنی ساموا، گوام و جزایر ویرجین نیز دادگاه‌هایی نظیر دادگاه‌های ناحیه دارند.

## دادگاه‌های ویژه
در کنار این ۳ نوع دادگاه، دادگاه‌های ویژه ایالات متحده (U. S. Special Courts) و سازمان‌های اداری (Administrative Agencies) قرار دارند که هر یک پرونده‌های تخصصی را مورد رسیدگی قرار می‌دهد. از جمله دادگاه‌های ویژه می‌توان از دادگاه دعاوی ایالات متحده، دادگاه مالیاتی ایالات متحده و دادگاه بازرگانی بین‌المللی ایالات متحده (U.S. Court of International Trade) نام برد. بعضی از این دادگاه‌ها، صلاحیت انحصاری دارند مانند دادگاه بازرگانی بین‌المللی ایالات متحده که صالح برای رسیدگی به دعاوی راجع به واردات هستند. اما در موارد دیگر، افراد می‌توانند برای شکایت یکی از دادگاه‌های مختلف را انتخاب کنند، از جمله در موارد مالیاتی، شاکی می‌تواند در دادگاه ناحیه یا دادگاه دعاوی یا دادگاه مالیاتی طرح دعوی نماید. اما مرجع در خواست تجدید نظر در هر یک از دادگاه‌های ویژه، یکی از ۱۲ دادگاه استیناف فدرال و در مرحله بعدی در دیوان عالی فدرال خواهد بود. این سیر قانونی نیز در خصوص سازمان‌های اداری صدق می‌کند. این سازمان‌ها نیز بر اساس قوانین کنگره، صلاحیت رسیدگی به یک سری دعاوی خاص را دارد.